# Ante Gabrić
Ante Gabrić (tudi Anton Gabrič, Anton Neretvanski), hrvaški duhovnik, jezuit, misijonar ter kandidat za svetnika, * 28. februar 1915, Metković (Avstro-Ogrska), † 20. oktober 1988, Kalkuta (Indija).

## Življenjepis

### Mladost in poklicna usmeritev
Anton se je rodil v Metkoviću  - takrat Avstro-Ogrska, danes  Hrvaška – 28. februarja 1915 kot deveti otrok med štirimi hčermi in petimi sinovi, ki sta jih rodila Peter Gabrić in Katarina rojena Antičević. Za naš čas zanimivo, da je tudi Petrov brat Nikola imel štiri hčerke in pet sinov; tako je istočasno pri Gabričevih živelo kar osemnajst otrok. 
V Metkoviću je končal osnovno šolo in dva razreda meščanske gimnazije; nato se je odločil za vstop v jezuitsko semenišče v Travniku, kjer so ga sprejeli 1926. 
Zaradi latinščine je moral zopet kreniti od drugega razreda in nadoknaditi razliko predmetov za prvi razred. Maturiral je leta 1933, ko je bil tudi sprejet v noviciat v Zagrebu, kjer je po dveh letih napravil redovne zaobljube. Nato je vpisal študij filozofije, ki jo je obiskoval po italijanskih univerzah; 22. junija 1938 je na zaključnem izpitu padel. Takoj nato se je 1938 vrnil v rojstni kraj in povedal staršem, da bo šel v Indijo. 

### Misijonarsko delovanje
10. oktobra 1938 se je vkrcal na parnik Victoria v metkovskem pristanišču za Indijo. Leto dni se je učil angleščine in bengalščino v Hazaribaghu in Bošontiju ter študiral bogoslovje v Kurseongu. 
V misijonu Bošonti je bil posvečen za duhovnika 21. novembra 1943. 

Deloval je v Zahodni Bengaliji v (Ranči 1946, Bošonti 1947–62 in 1972–74, Morapaj 1945 in 1962–71, Maria Poli 1975–88). Posvetil se je misijonarskemu delu med hindujci, muslimani in maloštevilnimi katoličani. Pomagal je ljudem v stiski na vse mogoče načine. 
Organiziral je rižno banko ter na ta način zavaroval reveže pred oderuhi. Postavljal je vaške šole, cerkve, kapelice, obrtne šole in bolnice. Posebno skrb je posvečal hindujskim vdovam, ki po moževi smrti niso mogle dedovati premoženje, ki sta ga zakonca skupno pridobila; zaradi verskih predsodkov, pritiska sorodnikov in okolja so jih zapostavili in pregnali: zanje je ustanovil dom, a za njihove otroke sirotišnico, za vse šolarje pa šolsko kuhinjo.. Nadarjeno mladino je pošiljal v šole. Osnoval je misijonsko postajo "Maria Poli" v Bošontiju z verskimi, zdravstvenimi in človekoljubnimi ustanovami. krstil je na tisoče »poganov«. 

#### Bengalski misijon
Ko na poti k Bengalskemu zalivu zapustiš onesnaženi kalkutski zrak in prenatrpane ulice dvanajstmilijonskega velemesta, se ti pogled sprosti na zelenicah osrednjega in južnega dela 24. Parganasa. Področje ima obliko nepravilnega pravokotnika: 120 km je od Kalkute do morja (sever – jug) in 90 km je do vzhoda, kjer je meja z Bangladešem, do zahoda, kjer pokrajino zaključuje Gangesov rokav, reka Hugli. Za to področje je bila leta 1978 ustanovljena škofija s sedežem v Baruipurju. Področje meri 10.880 km2 približno kot pol Slovenije. Prebivalcev ima 6 milijonov, in od tega je 29 33.000 katoličanov (0,52%). Večinoma so hindujci (75%) in muslimani (24%). Baruipur je mestece s 33.000 prebivalci, 25 km južno od Kalkute. Ker je nekakšno naravno področno središče, so ga izbrali za sedež škofije, čeprav je v mestu le 305 katoličanov. Domačemu škofu, jezuitu Linusu Gomesu, pomaga 30 duhovnikov, od katerih je manj kot tretjina tujih misijonarjev, in 61 sester – domačink. O ustanovitvi škofije v 24. Parganasu z domačim škofom – voditeljem so sanjali slovenski in hrvaški misijonarji od 1930. leta naprej. 
Škof Linus je Demšarja obiskal med vojno v Morapaju kot bogoslovec obiskal. Gabrić je bil takrat njegov kaplan. Med večerjo so prišli verniki s prošnjo, naj gre kak duhovnik k bolniku v oddaljeno vas. Oba, Demšar in Gabrić, sta se takoj ponudila, oba sta hotela to breme vzeti nase. 
»Občudoval sem to njuno bratsko obzirnost in pripravljenost oditi zvečer na dolgo pot. Gabrić je imel srce za bolnike. Ko sem prišel k njemu kot škof, sva jih obiskala v bolnišnici. Po kosilu me je spet spodbujal, naj greva po vaseh. Vse družine je obiskoval, molil je nad bolniki, poznal je otroke, pozoren je bil tudi do protestantov, hindujcev in muslimanov. Povsod je bil poznan. Bivši ministrski predsednik P.C. Sen je pri sestanku po njegovi smrti rekel: „Vstanimo in molimo za pokojnega Gabrića.“ 

#### Povezanost z Materjo Terezijo
Od vsega začetka je Gabrić tesno sodeloval z Materjo Terezijo, ki ji je bil podoben po želji, da ne le deluje za reveže, ampak da živi njihovo življenje uboštva, zaničevanja in poniževanja. To je pokazal zlasti leta 1960, ko je bil od župnika „ponižan“ za kaplana nekemu posebnežu, ki ni imel zveze z župnijskim delom na fari, ki ji je dal Gabrič življenje, in je bil praktično kralj in duša celotnega kraja. Toda Anton je nadaljeval delovanje z nezmanjšano ljubeznijo. Kardinal-jezuit Picachy (1916-1992) , ki se je tega spominjal, je pozneje dejal: “Gabrić je svet človek!” Morda boljše, kot njegovi sobratje jezuiti, je njegove vrline prepoznavala Mati Terezija. Ko je 25. marca 1963 osnovala moško vejo “misijonarjev ljubezni”, je potrebovala zanje predstojnika in je imela Antona za najprimernejšega. Njegovi sobratje pa so prepričali, da se je odločila za avstralskega jezuita delujočega v Indiji Traversa, imenovanega brother Andrew (1928-2000), ki je uspešno vodil novi red, ki se je širil po Indiji in svetu, ter bil od 1966 do 1986 njegov predstojnik;  vendar se je pozneje zapil in zapustil red. 
Gabrić ni pil, ni kadil, ni bral, saj je pravil: “Knjige so odvisnost kot tudi cigtarete”. Bil je zadrt razobličevalec abstraktnega intelektualizma. Tako je npr. Odpovedal jezuitski časnik na župniji v Mariapoliju s pojasnilom, da je preveč zapleten. Kajenja pa ni prepovedoval le v župnišču, ampak stotine metrov okrog nje. Kalkutski jezuitje si med seboj še danes pripovedujejo, kako je Gabrić provincialu, ki ga je obiskal, ukazal, na ugasne cigareto. To je slišal od Le Jolyja, pisatelja knjig o Materi Tereziji, sam pisatelj teh vrstic, beograjski jezuit Luka Rađa.  

## Dela
1. Tamo gdje palme cvatu (pisma misionara iz Bengalije). Bošonti-Zagreb 1940; Split 1969.
2. Životni put jednog misionara (pisma, poročila, dnevniki in članki), 1–4. Zagreb 1972–1977, 1989.
3. To je dar.  Zagreb 1978.

### Dela o njem
1. J. Gusić: Predgovor v: A. Gabrić, Životni put jednog misionara. Zagreb 1976.
2. L. Depolo: Predgovor v: A. Gabrić, To je dar. Zagreb 1978, 3–4.
3. J. Kokalj: Pogovori ob Gangesu. Ljubljana 1989.
4. Y. de Steenhault: A Saga of Love. Calcutta 1990.
5. L. Rađa: Ono malo više. Ante Gabrić isusovac i misionar. Zagreb 1993.

## Smrt in spomin
Umrl je 20. oktobra 1988 v Kalkuti na rokah svojega kaplana Xaviera, ki je skupaj z duhovnikom Boidya Prolayem o tem pričeval ob. 30-letnici njegove smrti pri svojem obisku na Hrvaškem. 
Pokopali so ga na njegovo željo na misijonski postaji "Maria Poli". Na pogrebu je bilo okrog 20.000 ljudi in sicer katoličanov, muslimanov  in hindujcev. Pokopan je bil s pestjo zemlje iz domačega kraja ter s stekleničko vode iz Jadranskega morja. 
Osnovna šola v Kumrokhaliju nosi ime "Oče Anton Gabrić".

### Postopek za posvečenje
Zagrebški nadškof in kardinal Josip Bozanić je začel 28. februarja 2015 v Zagreb]]u škofijski postopek za beatifikacijo (poblaženje) in kanonizacijo (posvečenje) Antona Gabrića na dan stoletnice njegovega rojstva. V priložnostnem govoru je spomnil na besede svete Matere Terezije, ki jih je leta 1978 izrekla v misijonarjevem rojstnem kraju: »Ljudje v Bengaliji so v očetu Gabriću dobili Jezusa. Prek njega in od njega so zvedeli, da jih ljubi Bog ima rad. Spoznali so, da so naši bratje in sestre.« :

## Filmi
- Zdenac: Tamo gdje palme cvatu